# 普雷昂帕伊
普雷昂帕伊（法語：Pré-en-Pail，法語發音：[pʁe ɑ̃ paj]）是法国马耶讷省的一个旧市镇，属于马耶讷区。2016年，普雷昂帕伊与市镇圣桑松合并为新市镇普雷昂帕伊-圣桑松。

## 地理
普雷昂帕伊（48°27'34"N, 0°12'2"W）面积44.73 平方千米，位于法国卢瓦尔河地区大区马耶讷省，该省份为法国西北部内陆省份，北起芒什省和奧恩省，西接伊勒-维莱讷省，南至曼恩-卢瓦尔省，东临萨尔特省。
与普雷昂帕伊接壤的市镇（或旧市镇、城区）包括：圣桑松。

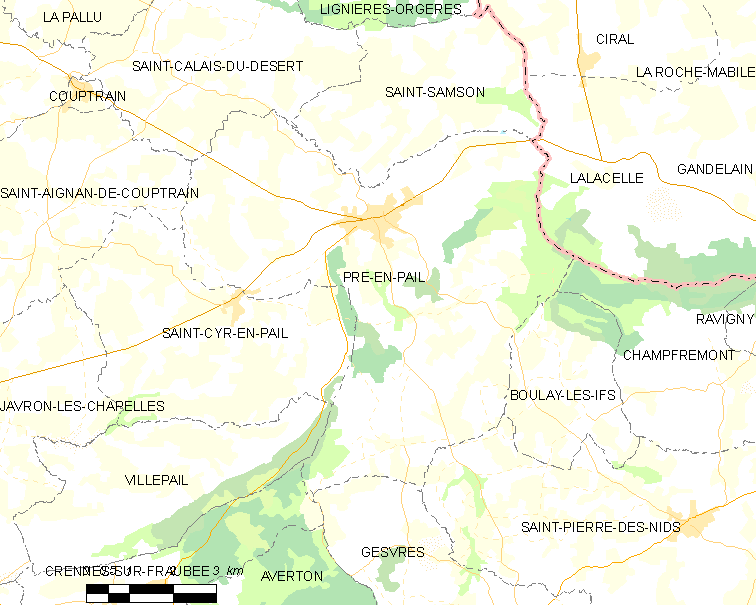
普雷昂帕伊的OSM定位图

普雷昂帕伊的时区为UTC+01:00、UTC+02:00（夏令时）。

## 行政
普雷昂帕伊的邮政编码为53140，INSEE市镇编码为53185。

## 政治
普雷昂帕伊所属的省级选区为维莱讷拉瑞埃勒县。

## 人口

1962-2008年间普雷昂帕伊人口变化图示

普雷昂帕伊于2018年1月1日时的人口数量为1888人。